# Losar de la Vera (kommunhuvudort)
Losar de la Vera är en kommunhuvudort i Spanien.   Den ligger i provinsen Provincia de Cáceres och regionen Extremadura, i den centrala delen av landet, 160 km väster om huvudstaden Madrid. Losar de la Vera ligger 546 meter över havet och antalet invånare är 3 146.
Terrängen runt Losar de la Vera är varierad, och sluttar söderut. Runt Losar de la Vera är det ganska glesbefolkat, med 36 invånare per kvadratkilometer. Närmaste större samhälle är Talayuela, 14,9 km söder om Losar de la Vera. 